# Старомурапталово
Старомурапта́лово (рос. Старомурапталово, башк. Иҫке Мораптал) — присілок у складі Куюргазинського району Башкортостану, Росія. Входить до складу Мурапталовської сільської ради.
Населення — 380 осіб (2010; 353 в 2002).
Національний склад:
- башкири — 80%

## Видатні уродженці
- Кужаков Мурат Галлямович — Герой Радянського Союзу.